# 鷹眼 (漫畫)
鷹眼是漫威漫畫的一個虛構超級英雄，由作家史丹·李與漫畫家唐·赫克一起創造。
鹰眼的本名為克林頓·弗朗西斯·巴頓（英語：Clinton Francis Barton），小名克林特（Clint），曾化名為「歌利亞」（Goliath）與「浪人」（Ronin）并曾短暂扮演「美国队长」。
他原是個在馬戲團長大的孤兒，在某次演出被鋼鐵人奪去所有觀眾注意後決定也要成為超級英雄，擅長武術、箭術與冷兵器。
他在漫威主世界中的首次出场是以反派身份出現在《懸疑故事》（Tales of Suspense）57集（1964年9月），之後在《復仇者》（Avengers，Vol.1）16集中（1965年5月）被招募進入復仇者，從此成為最著名的復仇者成員之一。在2012年的IGN漫畫英雄人氣TOP100（IGN's Top 100 Comic Book Heroes list）中，他排名第44位。

## 人物經歷
克林頓·法蘭西斯·“克林特”·巴頓出生於美國愛荷華州韦弗利，父親是一名有暴力傾向的屠夫，經常在酗酒后毆打他和哥哥巴尼·巴頓。父母在他們年幼時因父親酒後駕車而車禍去世，之後兩兄弟被一所孤兒院收容，但因年齡較大沒有家庭願意收養他們，巴尼也習慣將不滿發洩在克林特身上。在孤兒院生活了六年之後，13歲的他和哥哥逃離并加入了流浪馬戲團the Carson Carnival of Travelling Wonders。雜技團中擅長飛刀的劍客看中了克林特的天分和膽量，將他收為助手兼弟子，并與捷射一起將他訓練成為一名神箭手。之後克林特發現了劍客的盜竊行為並被追殺，從高處墜落重傷，捷射救了他。巴尼不滿他居然放棄了分贓的機會之後離開他參軍，克林特在一次跟著捷射黑吃黑時誤傷一名黑幫，震驚地發現那竟是巴尼，因不願棄之不顧地離開被捷射擊傷，後者揚言要等他成長到值得動手后再殺死他。他將巴尼送到醫院，因理念不同最終還是分道揚鑣。
作為一名雜技射手，克林特很快便贏得了鷹眼（Hawkeye）和“世界上最佳狙击手”的稱號。在加入康尼岛馬戲團之後，某次在他的表演半途鋼鐵人救人的場景奪走了所有觀眾的注意，不甘於一次次被人拋棄忽視的他決定要獲得同樣的尊重和名譽。他自製了制服和各種功能的箭頭，然而在他從一個珠寶盜賊手中搶下贓物時，恰巧趕到的警察將他誤認為匪徒，他在逃跑途中撞見了俄羅斯間諜黑寡婦并迅速墜入愛河，但黑寡婦只是利用他去刺探托尼·斯塔克的機密技術。他們綁架了小辣椒·波茲逼鋼鐵人現身，在戰鬥中被鷹眼腐蝕了盔甲的鋼鐵人轉而襲擊黑寡婦以牽制鷹眼，後者果然為了救她放棄任務。黑寡婦間諜身份暴露被尋仇重傷，鷹眼將她送入醫院便離開了她，決心要做個英雄補償他們之前犯下的錯誤，并用教訓毒品販子等惡徒得來的錢在修補匠處定制箭頭。

### 復仇者
有一天克林特救了復仇者的管家艾德恩·賈維斯及其母親，後者鼓勵他重新開始并邀請他加入復仇者；於是克林特突破復仇者的警報系統闖進基地，和賈維斯演了場戲證明了自己的實力，隨後克林特和緋紅女巫（Scarlet Witch）、快銀（Quicksilver）姊弟一起跟隨美國隊長組成新的復仇者。
這個時期的隊伍被稱為“隊長的瘋狂四重奏”，他對緋紅女巫心生愛慕并因此與快銀起了爭執；由於索爾、鋼鐵人和蟻人的離隊,克林特覺得這不是他想要加入的隊伍，加上他對名望的執著，鷹眼屢次挑戰美國隊長的領導地位；經過長久的爭吵與磨合，他最終承認了隊長是一名真正的領導者、也是一名誠摯的良師益友，並在其離隊時擔任復仇者的臨時領導者。當劍客試圖加入復仇者時，鷹眼不情願地與其並肩作戰並在他的反派身份暴露後把他趕出了復仇者。在一次與Power Man、劍客和被洗腦的娜塔莎作戰后與娜塔莎複合。強烈支持蜘蛛俠加入復仇者。
與復仇者們一起經歷了無數任務歷險以及人員變動後，鷹眼在一場戰鬥中被當時的領導者黑豹及其他隊員認為太過感情用事而排出營救被綁架的娜塔莎的行動隊伍，他決定改變制服和身份，利用此時身為黃衫俠的亨利·皮姆的皮姆粒子成為新一任的巨人歌利亞，救出了娜塔莎。
在以歌利亞的身份行動的時間中，克林特再次遇到了已經成為一名詐騙犯的哥哥巴尼·巴頓。巴尼通知復仇者蛋頭人正試圖策劃恐怖活動，克林特因不滿哥哥的墮落沒有告訴隊友他們的兄弟關係。直到在戰鬥中巴尼犧牲後，他才知道原來巴尼是一名FBI臥底。之後蛋頭人雇傭了劍客捉到了歌利亞，克林特打敗了他們但最後還是救了劍客一命。他與娜塔莎的摩擦一直不斷，最終分手。
在之後的克里-史克魯爾戰爭後克林特放棄了歌利亞身份，用箭術贏得了戰爭。在此期間被傳送到未來時間流中參加了“永遠的復仇者”事件，回來後失去了這段記憶。之後克林特恢復了鷹眼身份并換了新制服（這套極其暴露的短命制服也讓他被嘲笑至今），被緋紅女巫拒絕，因為她愛上了人造人幻視。再加上覺得自己不被重視，克林特換回了最初的制服并退出了復仇者。
之後克林特回頭去找娜塔莎試圖重修舊好，結果和她的現任男友、新加入復仇者的夜魔俠（Daredevil）打了一架，他也因此拒絕回歸復仇者對抗萬磁王（Magneto）。一次他在單獨活動中幫助浩克（Hulk）打敗了札克斯，其後他跟隨浩克來到奇異博士的基地，並在一場小衝突之後短暫加入了捍衛者聯盟，追求瓦爾基里（Valkyrie）失敗，和復仇者共同對抗洛基（Loki）、重遇劍客并埋葬了他、回去參加了緋紅女巫和幻視的婚禮，并最終還是脫離了捍衛者聯盟，順便假扮了一回黃金射手，幫低迷中的美國隊長重整士氣恢復了超級英雄的身份。
在一次與征服者康（Kang the Conqueror）的戰鬥中克林特被時間渦流丟進了1870年代的美國西部，迅速與雙槍小子結下友誼，與復仇者們並肩打敗康后他帶著雙槍小子一同返回了現代。

之後在雙槍小子和許多其他英雄包括美國隊長逐漸消失時他重新加入了復仇者。在其他復仇者均被幕後元兇——身為宇宙長老的收藏者擊倒后，克林特單槍匹馬打敗了對方，并與31世紀的星際異攻隊一起最終戰科瓦克。然而他的功勞全部被之前結下梁子的復仇者政府聯絡官亨利·彼得·傑瑞奇抹消，并用獵鷹代替了他在復仇者中的位置，之後他在老賈的幫助下成為了克洛斯科技企業(C.T.E.)的安全主管。數月後克林特被月龍的能力短暫拉回復仇者，并在之後再一次重新加入，然後立刻和新隊員女浩克（She Hulk）開始了一段微妙糾結的關係。
其後克林特再一次卷入一場與害死哥哥巴尼的罪魁禍首蛋頭人的戰鬥中并誤殺對方。然而他不知道的是當初以為已經犧牲的巴尼實際未死，被蛋頭人偷回置於維生池中恢復，而蛋頭人的死使他被遺忘在維生池中，也導致了之後的兄弟反目。

### 與仿聲鳥的婚姻
回到克洛斯科技企業擔任安全主管後，鷹眼遇到了前神盾局特工芭芭拉“博比”莫爾斯，也被稱為英雄仿聲鳥。他們發現，公司原始所有者的堂兄交叉火正在策劃一個陰謀，通過一種能誘發侵略的聲波武器來摧毀超級英雄。鷹眼和仿聲鳥設法擊敗了他和他聘請的殺手-消音者，但鷹眼在使用聲波箭對抗交叉火的武器時，耳朵失聰了80%），不久之後這兩位英雄就結婚了。幻視指派仍在使用助聽器的鷹眼和仿聲鳥前往洛杉磯，成立復仇者聯盟的西海岸支部，被稱為西海岸復仇者。在尋找行動基地時，鷹眼和仿聲鳥又與剛越獄的交叉火搏鬥。在前女演員莫伊拉·布蘭登的幫助下，他們成功擊敗了交叉火，莫伊拉·布蘭登提供她的豪宅，讓它成為西海岸復仇者的總部。在西海岸復仇者聯盟的一次冒險中，仿聲鳥被一位西部老英雄-鬼影騎士綁架. 鬼影騎士給她吸毒，讓她相信他們是一對愛人，並強迫她發生性關係。仿聲鳥很快恢復了理智。並與鬼影騎士戰鬥，戰鬥中，仿聲鳥讓鬼影騎士墜落懸崖而死，而不是選擇救他。之後，仿聲鳥向鷹眼承認這件事情，鷹眼對於他的妻子殺死了一個人，而不是讓他面對正義的審判，感到十分訝異。不久後，仿聲鳥便離開西海岸復仇者並與鷹眼分離，他們的關係也變得十分脆弱。
鷹眼被他的前任師父捷射要求進行一場生死決鬥。鷹眼不情願地接受了挑戰並取得了勝利。捷射告訴鷹眼，自己即將死於癌症，並希望在戰鬥中光榮地死去。然而，鷹眼並沒有滿足他的願望，而是承諾資助他的醫療費。後來，當交叉火懸賞鷹眼，導致許多反派攻擊鷹眼時，癌症已經緩解的捷射回歸並幫助了鷹眼。他們與仿聲鳥一起擊敗了一支想要獲得賞金的反派軍團。在與交叉火戰鬥後，鷹眼告訴仿聲鳥，他不該將鬼影騎士的事情歸咎於她。兩人很快就和好了。在之後對抗罪犯時，鷹眼中了一槍後，他決定穿上裝甲版的服裝，與洛杉磯的幫派作戰。
西海岸復仇者之後捲入了梅菲斯特和撒旦尼許兩名惡魔之間的爭鬥中。西海岸復仇者們希望能夠擊敗這兩名惡魔，並讓他們回到自己的維度。然而，梅菲斯特發射強大的能量爆炸，對正在逃離的西海岸復仇者進行報復。仿聲鳥為了救鷹眼，犧牲了自己，並死在了丈夫懷裡。 鷹眼因仿聲鳥的死而感到悲痛，離開了西海岸復仇者，西海岸復仇者幾乎立即解散。鷹眼將獨居在加拿大落磯山脈，讓自己與世界隔離。但很快地，他被迫與秘密帝國作戰。最後，他擊敗了秘密帝國的首領-毒蛇，以及她僱傭的超級反派:傑夫林恩和他的昔日師父捷射。
鷹眼在與狂攻傳奇之前回到復仇者聯盟，與復仇者們一起對抗匯集了X教授和萬磁王能力的精神生命體狂攻，即便擊敗了狂攻，所有的復仇者們都英勇戰死。然而，富蘭克林·理查茲將他們全部帶到了他創造的另一個宇宙，英雄們最終得知了真相，並回到了原本的宇宙。鷹眼的聽力也因為富蘭克林·理查茲的能力重塑完全恢復了。

### 雷霆特攻隊
鷹眼接著留在復仇者聯盟中進行了無數次冒險。他幫助復仇者學員正義士和火焰星擊敗模仿大師和白化者。鷹眼後來辭去了復仇者的職務，擔任第一代雷霆特攻隊的領導者，雷霆特攻隊的成員們都是脫離了齊莫男爵的影響，決定改過向善的前反派。鷹眼以美國隊長的方式訓練團隊，將團隊塑造成一支有凝聚力的戰鬥部隊。雷霆特攻隊之後陸續對抗了邪恶大师团、重力子、地下世界的史考治等超級反派。同時，鷹眼開始與雷霆特攻隊成員月光石談起戀愛，對她有很好的影響。後來，鷹眼和雷霆特攻隊前往地獄拯救仿聲鳥的靈魂。他們擊敗了梅菲斯特，但鷹眼卻找不回他的妻子。接著，為了確保他的雷霆特攻隊隊員得到完全赦免，鷹眼讓自己被捕。隊員們過去的罪行被抹去，但他們不得再做為英雄行動，團隊不情願地同意了。鷹眼出獄後，團隊又重新團結起來，再次擊敗了重力子。鷹眼深信他們已經準備好成為英雄，便將特工隊的領導權交給了勝利公民（實際上他受到了齊莫男爵的心靈控制）並離開了團隊。

### 鷹眼之死與M皇室
鷹眼再次加入復仇者聯盟，並與團隊成員黃蜂女開始了一段短暫的戀愛關係。他還單獨進行了一些冒險，像是在寮國發現了犯罪分子試圖竊取一件古代文物的陰謀，並調查了一名前蘇聯上校的謀殺案。與此同時，緋紅女巫被她的力量逼瘋了，導致了克里人軍艦出現在紐約的上空。復仇者聯盟對飛船的出現感到驚訝，立即加入戰鬥。在戰鬥中，鷹眼的箭袋著火了。鷹眼知道爆炸箭的爆炸速度會比他丟掉箭的速度還要快，於是他飛進了克里軍艦的引擎，摧毀了飛船，並犧牲了自己以拯救他的隊友。而過去版本的鷹眼也被時間變異管理局從過去的時間中挑選出來，在涉及前復仇者聯盟隊友女浩克的案件中擔任陪審員。女浩克試圖警告過去的鷹眼，他未來的遭遇，但沒有成功。
M皇室事件中，當緋紅女巫無意中改變現實時，鷹眼復活了，並對之前的事件沒有任何記憶。之後，年輕的變種人蕾拉·米勒讓包括鷹眼在內的幾個英雄恢復記憶，鷹眼對緋紅女巫的行為感到震驚，他用箭從背後射中汪達。而作為報復，汪達重生的一個孩子將鷹眼的存在給抹去，再次殺死了他。當緋紅女巫的現實最終被消除時，鷹眼仍被推定為已死。然而，新成立的新復仇者聯盟在舊復仇者大宅的遺址上找到了他的弓箭，並刊登了一篇關於他死亡的文章。

### 鷹眼回歸，新復仇者
新復仇者聯盟不知道，緋紅女巫創造的現實被抹消後，鷹眼也跟著復活了。鷹眼前去尋找奇異博士，奇異博士讓鷹眼適應他的新生活，並為他提供庇護。鷹眼不顧奇異博士的建議，前往汪達格爾山(Wundagore Mountain)，他發現緋紅女巫在那裡過著正常的生活，對她的過去沒有任何記憶，也沒有突變能力。兩人變得親密，鷹眼隨後離開汪達，過正常的生活。回到美國後，鷹眼得知美國隊長被暗殺的消息。他與東尼·史塔克對質，史塔克給了鷹眼美國隊長的盾牌和服裝，讓他延續他的意志。鷹眼接著遇到了當時還未成為鷹眼的凱特·畢夏普，她的話點醒了鷹眼，於是鷹眼拒絕了史塔克的提議。
新復仇者聯盟接著邀請鷹眼加入團隊。鷹眼接受並陪同復仇者前往日本營救迴聲。然而，克林特·巴頓拋棄了鷹眼的身份，偽裝成了浪人。而初代浪人——迴聲，也祝福巴頓，並同意他使用她的舊稱號。克林特後來再次見到了凱特·畢夏普，他告訴了凱特他的真實身份，讓凱特大吃一驚。克林特對凱特的弓箭技巧印象深刻，而且她讓他想起了在她這個年紀時的自己，於是他讓凱特作為他的徒弟，傳承了鷹眼的稱號，成為二代鷹眼
而作為浪人的克林特一直是新復仇者的一員，在女蜘蛛人告訴他一艘史克魯爾人的飛船墜毀在野蠻之地後，克林特前往野蠻之地。從墜毀的飛船上發現一些聲稱被綁架的英雄，其中一個就是仿聲鳥。克林特相信眼前這個人是真正的仿聲鳥，直到驚奇先生的發明證明了史克魯爾飛船上的英雄都是冒牌貨。後來，在戰爭獲勝後，克林特與真正的仿聲鳥重聚，並發現原來仿聲鳥被史克魯爾人俘虜了許多年。

### 黑暗王朝與圍城
克林特試圖幫助仿聲鳥適應地球上的生活。他陪她到西班牙的薩拉戈薩，與莫妮卡·拉帕奇尼和超智機構作戰，阻止他們用由邪惡科學組織設計的“骯髒炸彈”(Dirty bomb)。他們成功擊敗了超智機構並阻止了他們的邪惡陰謀。
史克魯爾戰爭結束後，神盾局解散，諾曼·奧斯朋成立神錘局並掌管國家安全，進入了黑暗王朝時期。奧斯朋通過竊取以前復仇者的服裝身份創建了自己的黑暗復仇者。超級反派靶眼加入黑暗復仇者，並在隊伍中使用鷹眼的身分。克林特與新復仇者震驚地發現這件事。於是他在網絡上揭開自己的面具，公開譴責奧斯朋的政權。接著他當選為新復仇者聯盟的領袖，將推翻奧斯朋和紅兜帽作為他的首要任務。克林特爭辯說擊敗奧斯朋的唯一方法是殺死他，儘管團隊的其他成員不同意。克林特仍單槍匹馬闖入復仇者大廈，試圖實現他的目標，殺死奧斯朋。他擊敗了黑暗復仇者，但卻未能殺死奧斯朋，並且被阿瑞斯從背後襲擊，遭到逮捕。克林特被門塔羅監禁和折磨。在被復仇者隊友們救出後，他為自己的行為向他們道歉。
克林特幫助美國隊長、獵鷹和黑寡婦對抗紅骷髏和他的心腹，並救出雪倫·卡特和不同時間線的史蒂夫·羅傑斯。美國隊長後來率領克林特等新復仇者們對抗奧斯朋的軍隊，阻止他們圍攻阿斯嘉德，也就是圍城事件的故事。

### 英雄時代
在圍城事件發生後，史蒂夫·羅傑斯組建了一支新的復仇者聯盟。克林特加入團隊並重回他的鷹眼身份。同時，凱特·畢夏普也保持她的鷹眼身份。仿聲鳥也是新復仇者聯盟的成員，不過鷹眼後來在接到復仇者聯盟的主隊伍優先呼叫時離開了新復仇者。
鷹眼幫助仿聲鳥和她所成立的世界犯罪打擊機構(WCA)。他們一起阻止了交叉火的非法武器交易，並遇到了被仿聲鳥殺死的鬼影騎士-林肯·斯萊德的後裔-潔米·斯萊德，渴望復仇的林肯·斯萊德附身在了潔米身上，讓她成為了新的鬼影騎士，並干擾她的心智。交叉火和新的鬼影騎士合作對付鷹眼等人。這場戰鬥造成了仿聲鳥的母親受重傷，並且讓潔米·斯萊德的父親漢密爾頓·斯萊德 (Hamilton Slade) 在將林肯·斯萊德的靈魂驅逐後，被交叉火殺死。潔米·斯萊德認為是仿聲鳥害死了她的父親，因此又變身為鬼影騎士並攻擊她。儘管最後潔米遭到逮捕，鷹眼與仿聲鳥的關係也因為這件事變得過於緊張，鷹眼離開了世界犯罪打擊機構。然而，在史蒂夫·羅傑斯告知他國際間諜的暗殺名單中有仿聲鳥的名字後，他又迅速地重新加入了復仇者。
鷹眼和仿聲鳥與黑寡婦三人聯手對抗神秘的新的浪人和日本的秘密組織-黑海協會(Dark Ocean Society)。新的浪人被發現是前任紅色守衛者，同時也是黑寡婦的前夫-阿列克謝·肖斯塔科夫。在與新浪人的最後一戰中，鷹眼頭部受到重擊。戰鬥勝利後，他向仿聲鳥和黑寡婦保證他沒有因重擊受到嚴重影響。然而，鷹眼頭部受到的打擊比最初想像的要嚴重。在與復仇者聯盟一起對抗致命軍團時，鷹眼的腳步顯得步履蹣跚。戰鬥結束後，鋼鐵人、索爾和美國隊長檢查鷹眼，想發現導致他動作緩慢的原因。他們的診斷是鷹眼在逐漸失去視力，而且很快就會失明。鋼鐵人為鷹眼提供了可以阻止失明的技術。接著，鷹眼的昔日師父-捷射，渾身是傷的走到了復仇者大廈。他告訴鷹眼，他被迫訓練另一名與鷹眼一樣優秀的弓箭手，然後便死在克林特的懷裡。鷹眼接著就被捷射所說的那名弓箭手襲擊，他聲稱他的稱號是捷射，但鷹眼發現此人正是他以為早已死去的兄弟-巴尼·巴頓。巴尼設法制服了鷹眼，並將他帶到齊莫男爵那裡。齊莫男爵命令兄弟倆決鬥。受了重傷的鷹眼仍在戰鬥中擊敗了巴尼。齊莫男爵將巴尼作為捷射所得的犯罪資金轉移給了戰鬥的勝利者-鷹眼，並讓他離開。然後嘲笑他背叛了他的兄弟。巴尼則同意進行骨髓移植以挽救克林特的視力，但前提是他將來可以再次與鷹眼戰鬥。

### 散碎的英雄
在“恐懼本身”的故事中，西海岸復仇者聯盟的舊總部成為了復仇者學院的基地，鷹眼也擔任了學院的教師。並穿上了一套新服裝。(類似於復仇者聯盟電影中的服裝)
鷹眼在凱特·畢夏普和捷射(巴尼·巴頓)的幫助下，擊敗俄羅斯幫派分子，並保護了一整棟公寓的居民。
應神盾局的要求，鷹眼成為由太陽黑子領導的新復仇者聯盟成員。因為神盾局懷疑太陽黑子有別的計畫，希望克林特監視他們；但在一場衝突中，鷹眼決定站在新復仇者一邊反對神盾局，因而被神盾局解僱。

### 內戰2
在“內戰2”中，擁有預測未來能力的異人尤里西斯·凱恩 (Ulysses Cain) 在預測未來的影像時看到了失控的浩克站在許多超級英雄的屍體上。與此同時，布魯斯·班納被證明在猶他州的阿爾卑斯建立了一個實驗室，驚奇隊長找到了他，接著東尼·史塔克、其他復仇者、X 戰警和異人族也過來試圖捉住班納。衝突中，鷹眼用箭射中即將失控的浩克的頭部，然後又射中了他的心臟，殺死了浩克，鷹眼向眾人解釋說布魯斯·班納當時曾請求他，在他表現出變成浩克的跡象時立即殺死他。事後，鷹眼被判無罪，但這件事卻大大破壞了英雄們之間的關係及感情。

### 佔據復仇者
內戰2結束後，克林特開始在全國各地旅行，並致力幫助有社區問題的弱勢群體，以從幫助聖羅莎的供水開始，努力彌補他的行為。他受到了紅狼的幫助，組成佔據復仇者。一起幫助弱勢群體對抗敵人。

### 秘密帝國
在“秘密帝國”故事中，美國隊長領導九頭蛇掌管美國之後，鷹眼是僅剩為數不多的自由英雄的領導者之一。瑞克·瓊斯告訴英雄們，美國隊長是被宇宙魔方的化身-柯比克(Kobik)給“洗腦”了，讓他相信自己從孩提時代起就是九頭蛇特工，鷹眼認為他們可以修復破碎的魔方，並用它來將羅傑斯恢復正常，但黑寡婦卻決定殺死羅傑斯來阻止他的計劃。儘管他們的觀點相反，鷹眼還是重新愛上了黑寡婦，在以為娜塔莎死於九頭蛇版的史蒂夫·羅傑斯之手時，感到悲痛欲絕。

### 新鮮開始
在娜塔莎死後不久，她的許多敵人均被殺死了。鷹眼和酷寒戰士開始調查遺留屍體的踪跡，以揭開神秘刺客的面紗，並確定黑寡婦是否還活著。他們最終發現在她死後，她被所謂的黑寡婦行動計劃創造出了複製人，而殺死她的舊敵人的殺手正是她的其中一名複製人。當酷寒戰士和鷹眼到達紅房子時，複製人黑寡婦殺死了她的上司，解放新兵，並摧毀所有的複製人及紅色厄普西隆。接著，複製人黑寡婦離開了紅房子，她留下了一張紙條，要求鷹眼停止跟蹤她，並請酷寒戰士和她一起摧毀紅房子。
在新鮮開始重啟期間，克林特和凱特決定重振西海岸復仇者聯盟。為此，他們招募了美國小姐 (艾美莉卡·查韋斯)和凱特的男朋友熔合-約翰尼·瓦茨，格溫侍和奧米加小子也加入了隊伍。由於缺乏資金，他們在建立功績之後，還出演真人秀來獲得資金。

### 自由下落
在逮捕紅兜帽後，克林特發現法院只將紅兜帽的下屬送進監獄，卻還是讓紅兜帽自由，他對此感到十分憤怒。在此期間，他正與夜班護士之一的琳達·卡特(Linda Carter)約會。不久之後，有人扮成浪人襲擊和搶劫紅兜帽所擁有的設施。鷹眼的朋友們相信他再次用起了浪人的身份，但克林特告訴他們那個浪人不是自己，並且出席了一場慈善晚會，大約在同一時間，浪人又出現並與紅兜帽的手下和蜘蛛人交戰. 紅兜帽手下的科技總監-布萊斯·班鐸(Bryce Bandau)推斷出那名浪人就是克林特。克林特將布萊斯帶到他的公寓，並告訴他，他是利用一台小型時光機，讓自己能夠出現在兩個地方。他用紅兜帽的錢聘請布萊斯，並請他不要向任何人透露這件事及他的身分。由於時光機在與蜘蛛人戰鬥時壞了，克林特從神盾局偷了一個自己的機器人複製品，並僱傭了一個史克魯爾來冒充他以跟上計畫。
紅兜帽開始屠殺罪犯以找到浪人，克林特則努力維持與琳達的關係，並繼續對其他英雄撒謊。紅兜帽僱傭了靶眼，靶眼殺了那名受雇的史克魯人和布萊斯，並偷了克林特的浪人服裝以陷害他謀殺警察和攻擊美國隊長。克林特則穿上靶眼的服裝，在哈德遜鐵路場擊敗了靶眼，他發現紅兜帽為了他懸賞了 300 萬美元，於是他向所有人公開他浪人的身份。克林特穿上他經典的鷹眼服裝，偷走了紅兜帽的賞金，以防止其他罪犯干擾他與紅兜帽的戰鬥。在尼法瑞雅伯爵的幫助下，他奪走了紅兜帽的能力，打敗了他。隨著警察的到來，犯罪份子中的范西·丹說服其他人讓克林特離開，並聲稱： "即使他還不知道，他現在已是我們中的一員了。"

## 能力
除了在使用歌利亞的身份時能利用皮姆粒子改變大小之外，鷹眼並沒有任何超能力。他擁有的只是達到人類巔峰的體能和技術，交叉火曾經試圖利用鷹眼的武器攻擊他，但是根本無法拉開他250磅（1100牛）的弓，爆破箭直接掉在腳下把他自己炸暈了。
除了少年時在馬戲團師從捷射和劍客外，加入復仇者聯盟后，美國隊長也曾經親自教導過他戰略、武術和近身格鬥技巧。除了頂級的箭術外，在使用浪人的身份活躍時，巴頓也展現了其卓越的日本刀術及其他忍者武器的使用技巧，同時他還有將任何物體轉變成致命武器的能力，例如薄鐵片、硬幣和武器碎片等。
相较于主宇宙中坚持使用冷兵器的鹰眼，終極宇宙中的鷹眼較常使用热兵器，从狙击枪到火箭筒；他甚至曾經在被捆綁的狀態下拔下自己的指甲彈出射殺敵人。
漫威電影宇宙中的鷹眼能通過其弓柄上的無線控制器對箭筒發出指令，為箭支裝上各種用途的特殊箭頭，包括延時爆炸、散射爆炸和入侵計算機系統的高科技箭頭以及攀牆用的勾爪與繩索等等。

## 其他媒體

### 電影

在电影《復仇者聯盟》中，傑瑞米·雷納扮演鹰眼的截图。

- 漫威電影宇宙：由傑瑞米·雷納飾演鷹眼（英语：Clint Barton (Marvel Cinematic Universe)）。
  - （2011年）：客串。
  - 《復仇者聯盟》（2012年）
  - 《復仇者聯盟2：奧創紀元》（2015年）[46]
  - 《美國隊長3：英雄內戰》（2016年）
  - 《復仇者聯盟：終局之戰》（2019年）：受彈指事件引響，五年間化身浪人打擊各地黑道。
  - 《黑寡婦》（2021年）[47]：未掛名的形式客串聲演。

- 在2013年日本動畫電影《鋼鐵人：噬甲危機》（Iron Man: Rise of Technovore）[48] 中出場。配音：阪口周平（日語）；特羅伊·貝克（英語）

### 電視
- 漫威電影宇宙：由傑瑞米·雷納回歸飾演鷹眼。
  - 《無限可能：假如…？》第一季（2021年）[49]：動畫劇集，配音演出。
  - 《鷹眼》（2021年）
  - 《迴聲》（2024年）：未掛名客串。
  - 《喪屍英雄》（2025年）：動畫劇集。

### Podcast
- 《漫威廢土之民（英语：Marvel's Wastelanders）》：由史蒂芬·朗聲演「鷹眼」克林特·巴頓。

### 遊戲
- 《漫威英雄 Online》：玩家創角時可選擇鷹眼為遊戲角色，或另付費購買。
- 《漫威：未來之戰》：手機遊戲，鹰眼是玩家可使用角色之一。
- 《漫威超級戰爭》
- 《漫威復仇者聯盟》
- 《漫威爭鋒》：由安德魯·岸野（英语：Andrew Kishino）配音。